# Općina Cerknica
Općina Cerknica (slo.:Občina Cerknica) je općina u južnoj Sloveniji u statističkoj regiji Notranjsko-kraškoj. Središte općine je naselje Cerknica s 3.532 stanovnika.

## Naselja u općini
Beč, Bečaje, Begunje pri Cerknici, Bezuljak, Bločice, Bloška Polica, Brezje, Cajnarje, Cerknica, Čohovo, Dobec, Dolenja vas, Dolenje Jezero, Dolenje Otave, Gora, Gorenje Jezero, Gorenje Otave, Goričice, Grahovo, Hribljane, Hruškarje, Ivanje selo, Jeršiče, Korošče, Koščake, Kožljek, Kranjče, Kremenca, Krušče, Kržišče, Laze pri Gorenjem Jezeru, Lešnjake, Lipsenj, Mahneti, Martinjak, Milava, Osredek, Otok, Otonica, Pikovnik, Pirmane, Podskrajnik, Podslivnica, Ponikve, Rakek, Rakov Škocjan, Ravne, Reparje, Rudolfovo, Selšček, Slivice, Slugovo, Stražišče, Sveti Vid, Štrukljeva vas, Tavžlje, Topol pri Begunjah, Unec, Zahrib, Zala, Zelše, Zibovnik, Žerovnica, Župeno

## Vanjske poveznice
- Službena stranica općine